# 아스하트 짓케예프
아스하트 라술로비치 짓케예프(카자흐어: Асқат Расулұлы Жіткеев 아스카트 라술룰르 짓케예프, 러시아어: Асхат Расулович Житкеев, 영어: Askhat Rasulovich Zhitkeyev, 1981년 4월 13일~)는 카자흐스탄의 유도 선수이다. 2008년 하계 올림픽 남자 하프헤비급에서 은메달을 획득했으며, 세계 선수권 대회에서 동메달 1개, 아시안 게임에서 동메달 3개를 획득했다.